# Лобо, Рамон
Рамон Лобо Лейдер (исп. Ramón Lobo; 23 января 1955, Маракайбо — 2 августа 2023, Мадрид) — испанско-венесуэльский журналист и писатель, в последнее время работал в испанской газете El País.

## Биография
Рамон Лобо родился в Венесуэле в семье испанца и англичанки, а с 1960 года жил в Испании. Окончил Мадридский университет Комплутенсе по специальности «журналистика», с 1975 года работал в различных СМИ, таких как Pyresa, Radio Intercontinental, Heraldo de Aragón, Radio 80, Actual, Голос Америки, Expansión, Cinco Días, La Gaceta de los Negocios и El Sol. С августа 1992 по 2012 год работал редактором международного раздела журнала El País, освещая различные конфликты: в Хорватии, Сербии и Косово, Боснии и Герцеговине, Албании, Чечни, Ираке, Ливане, Аргентине, Гаити, Руанде, Нигерии, Экваториальной Гвинеи, Сьерра-Леоне, Уганде, Конго, Зимбабве, Намибии и Филиппинах.
В 2001 году получил XVIII Премию Сирило Родригеса в области журналистики, присуждаемую Ассоциацией печати Сеговии, и руководил летним курсом «Неудобные свидетели: репортеры в зоне конфликта» в Университете имени Короля Хуана Карлоса.
В 2012 году на мероприятии в Университете Мигеля Эрнандеса в Эльче (UMH), в котором также приняли участие журналист Хуан Р. Хиль и писатель Хосе Луис В. Феррис, он рассказал о своём опыте журналистики.
В 2013 году начал сотрудничать с El Periódico de Catalunya из Zeta Group, создавая еженедельную статью по воскресеньям в международном разделе под заголовком «Кочевники», комментируя основные выпуски мировых новостей.
В 2018 году вернулся в El País.
Скончался 2 августа 2023 года от рака лёгких который у него диагностировали год назад.

## Работы
- El héroe excistente (Агилар, 1999, ISBN 978-84-03-59852-2): он разделен на три блока: Балканская война, от Боснии и Герцеговины до Косово-Сербии; конфликты в Чечне, Ираке и Гаити, а также войны в Руанде, Заире, Республике Конго, Экваториальной Гвинее и Сьерра-Леоне.
- Isla África (Seix Barral, 2001, ISBN 978-84-322-1103-4): положение в Сьерра-Леоне и дети-солдаты.
- Cuadernos de Kabul (RBA, 2010, ISBN 978-84-9867-782-9)
- El autoestopista de Grozni y otras historias de fútbol (KO, 2012, ISBN 978-84-939336-9-2)
- Todos náufragos (Ediciones B, 2015, ISBN 978-84-666-5825-6)
- El día que murió Kapuściński (Círculo de Tiza, 2019, ISBN 978-84-949131-4-3)